# Weida
Weida è una città tedesca di 8 173 abitanti, situata nel Land della Turingia.
Appartiene al circondario di Greiz e dal 2013 incorpora gli ex comuni di Hohenölsen, Schömberg e Steinsdorf, divenuti frazioni di Weida.
Svolge il ruolo di "comune amministratore" (Erfüllende Gemeinde) nei confronti del comune di Crimla.